# Hudhayfa ibn al-Ahwas al-Qaysí
Hudhayfa ibn al-Ahwas al-Qaysí (àrab: حذيفة بن الأحوص القيسي, Ḥuḏayfa b. al-Aḥwaṣ al-Qaysī) fou valí de l'Àndalus (728). Va succeir a Yahya al-Kalbí i el seu valiat va durar uns sis mesos. El seu successor va ser Uthman al-Khatamí.